# Drag Race France (terza edizione)
La terza edizione di Drag Race France è andata in streaming in Francia nel 2024 sulla piattaforma France.tv Slash e in onda su France 2.
Il 24 aprile 2024 sono state annunciate le dieci concorrenti, provenienti da diverse parti della Francia, in competizione per ottenere il titolo di France's Next Drag Superstar.
Le Filip, vincitrice dell'edizione, ha guadagnato come premio una fornitura di cosmetici della MAC Cosmetics, un viaggio tutto compreso per Venezia sponsorizzato da Misterb&b, una corona e uno scettro di Y'Paris.

## Concorrenti
Le dieci concorrenti che prendono parte al reality show sono:
| Concorrente      | Vero nome             | Età | Città                                   | Posizionamento |
| ---------------- | --------------------- | --- | --------------------------------------- | -------------- |
| Le Filip         | Filip Mrzljak         | 29  | Parigi – Île-de-France                  | Vincitrice     |
| Ruby On The Nail | Maxime Der Nahabedian | 34  | Marsiglia – Provenza-Alpi-Costa Azzurra | 2º posto       |
| Leona Winter     | Rémy Solé             | 28  | Perpignano – Occitania                  | 3º/4º posto    |
| Lula Strega      | Nicolas Roccia        | 26  | Parigi – Île-de-France                  | 3º/4º posto    |
| Misty Phoenix    | Ulysse Gambeau        | 23  | Avignone – Provenza-Alpi-Costa Azzurra  | 5º posto       |
| Perseo           | Daniel Palmés Santana | 21  | Las Palmas – Spagna                     | 6º posto       |
| Norma Bell       | Nicolas Boinette      | 25  | Saint-Denis – La Riunione               | 7º posto       |
| Edeha Noire      | Benjamin Saura        | 34  | Lione – Alvernia-Rodano-Alpi            | 8º posto       |
| Magnetica        | Alejandro Saunière    | 24  | Parigi – Île-de-France                  | 9º posto       |
| Afrodite Amour   | Clyde Soumbo          | 27  | Lione – Alvernia-Rodano-Alpi            | 10º posto      |

## Tabella eliminazioni
| Ordine | Episodi   | Episodi   | Episodi | Episodi | Episodi | Episodi | Episodi | Episodi          |
| Ordine | 1         | 2         | 3       | 4       | 5       | 6       | 7       | 8                |
| ------ | --------- | --------- | ------- | ------- | ------- | ------- | ------- | ---------------- |
| 1      | Norma     | Perseo    | Lula    | Leona   | Ruby    | Ruby    | Lula    | Le Filip         |
| 2      | Leona     | Filip     | Leona   | Filip   | Lula    | Lula    | Ruby    | Ruby On The Nail |
| 3      | Magnetica | Leona     | Misty   | Lula    | Misty   | Leona   | Filip   | Leona Winter     |
| 4      | Filip     | Lula      | Norma   | Misty   | Leona   | Filip   | Leona   | Lula Strega      |
| 5      | Ruby      | Edeha     | Filip   | Norma   | Perseo  | Misty   | Misty   |                  |
| 6      | Misty     | Misty     | Perseo  | Perseo  | Filip   | Perseo  |         |                  |
| 7      | Perseo    | Norma     | Ruby    | Ruby    | Norma   |         |         |                  |
| 8      | Lula      | Ruby      | Edeha   |         |         |         |         |                  |
| 9      | Edeha     | Magnetica |         |         |         |         |         |                  |
| 10     | Afrodite  |           |         |         |         |         |         |                  |

Legenda:
     La concorrente ha vinto la gara
     La concorrente è arrivata in finale ma non ha vinto la gara
     La concorrente è arrivata in finale, ma è stata eliminata
     La concorrente ha vinto la puntata
     La concorrente figura tra le prime, si è esibita in playback ma ha perso
     La concorrente figura tra le prime ma non ha vinto la puntata
     La concorrente è salva e accede alla puntata successiva (l'ordine di chiamata è casuale)
     La concorrente figura tra le ultime ma non ed è a rischio eliminazione
     La concorrente figura tra le ultime due ed è a rischio eliminazione
     La concorrente è stata eliminata

## Giudici
- Nicky Doll
- Daphné Bürki
- Kiddy Smile

### Giudici ospiti
- Charles de Vilmorin
- Jenifer
- Virginie Efira
- Guillaume Diop
- Loïc Prigent
- Clara Luciani
- Louane
- Woodkid
- Cristina Córdula
- Tahnee
- Meryl Bie
- Béatrice Dalle
- Diane Kruger
- Panayotis Pascot

## Special guest
- Jean Ranobrac
- Claude Cormier
- Rose
- Vespi
- Kitty Space
- Ginger Bitch
- Moon
- Cookie Kunty
- Piche
- Mami Watta
- Punani
- Sara Forever
- Keiona
- Fabien
- Lova Ladiva
- Jackie Cox
- Jan

## Riassunto episodi

### Episodio 1 –Voulez-Vous Drag Race Avec Moi Ce Soir?
Il primo episodio della terza edizione francese si apre con le concorrenti che entrano nell'atelier. La prima a entrare è Misty Phoenix, l'ultima è Lula Strega. Nicky Doll fa il suo ingresso annunciando l'inizio di una nuova edizione e dando il benvenuto alle concorrenti.
- La mini sfida: le concorrenti devono posare per un servizio fotografico con una scenografia a tema spiaggia, dove devono posare su una tavola da surf in movimento. La vincitrice della mini sfida è Magnetica.
- La sfida principale: le concorrenti devono scrivere, produrre e coreografare un numero cabaret sulle note del nuovo inno dello show Voulez-Vous Drag Race Avec Moi Ce Soir?. Una volta scritto il pezzo, le concorrenti raggiungono il palcoscenico principale, dove ad attenderle c'è Claude Cormier, con il quale organizzano la coreografia per spettacolo.

Giudici ospiti della puntata sono Charles de Vilmorin e Jenifer. Il tema della sfilata è Made in France, dove le concorrenti devono sfoggiare un abito che omaggi un'invenzione francese. Nicky Doll dichiara Filip, Ruby, Misty e Perseo salve e lascia le altre concorrenti sul palco per le critiche. Afrodite Amour e Edeha Noire sono le peggiori, mentre Norma Bell è la migliore della puntata.
- L'eliminazione: Afrodite Amour e Edeha Noire vengono chiamate ad esibirsi con la canzone Sur le fil di Jenifer. Edeha Noire si salva, mentre Afrodite Amour viene eliminata dalla competizione.

### Episodio 2 –Talent Show EXTRAVAGANZA
Il secondo episodio si apre con le concorrenti che rientrano nell'atelier dopo l'eliminazione di Afrodite, tristi per la sua uscita dal momento che trasmetteva sempre positività all'interno del gruppo. Il giorno successivo le concorrenti si complimentano con Norma per la prima vittoria dell'edizione.
- La mini sfida: le concorrenti prendono parte ad una versione rivisitata del gioco delle sedie, con l'obiettivo di superare il maggior numero di round possibili. La vincitrice della mini sfida è Misty Phoenix.
- La sfida principale: le concorrenti prendono parte a una gara di talenti, esibendosi davanti ai giudici e alle concorrenti della seconda edizione. Le concorrenti decidono di esibirsi nelle seguenti categorie:

| Concorrente      | Talento dell'esibizione |
| ---------------- | ----------------------- |
| Perseo           | Canto e ballo           |
| Edeha Noire      | Cabaret                 |
| Lula Strega      | Lip sync                |
| Norma Bell       | Canto e ballo           |
| Ruby On The Nail | Pianoforte              |
| Leona Winter     | Canto lirico            |
| Magnetica        | Canto                   |
| Le Filip         | Stand-up comedy         |
| Misty Phoenix    | Balletto e lip sync     |

Giudici ospiti della puntata sono Virginie Efira e Guillaume Diop. Il tema della sfilata è Couture Vivante, dove le concorrenti devono sfoggiare un abito con degli elementi meccanici. Nicky Doll dichiara Lula ed Edeha salve e lascia le altre concorrenti sul palco per le critiche. Ruby On The Nail e Magnetica sono le peggiori, mentre Perseo è la migliore della puntata.
- L'eliminazione: Ruby On The Nail e Magnetica vengono chiamate ad esibirsi con la canzone Gigi l'amoroso di Dalida. Ruby On The Nail si salva, mentre Magnetica viene eliminata dalla competizione.

### Episodio 3 –Ball Games
Il terzo episodio si apre con le concorrenti che rientrano nell'atelier dopo l'eliminazione di Magnetica, ancora scosse dall'uscita della loro compagna. Il giorno successivo Ruby afferma che è disposta a tutto di dimostrare ai giudici il suo talento e di evitare di finire di nuovo tra le peggiori, mentre Leona è determinata a vincere la prossima sfida.
- La mini sfida: le concorrenti, divise in coppie, prendono parte alla prima edizione dei Jeux Olymp-Queens, ovvero i giochi olimpici per drag queen, in onore dei Giochi della XXXIII Olimpiade che si terranno a Parigi. Le coppie, composte da Lula e Ruby, Filip e Misty, Perseo e Edeha ed, infine, Norma e Leone, devono affrontare tre discipline "olimpiche": il lancio della parrucca, la glam-a-ratona ed il waterpoli. Le vincitrici della mini sfida sono Lula Strega e Ruby On The Nail.
- La sfida principale: le concorrenti partecipano al Ball Games, dove presenteranno due look differenti; di cui dovrà essere cucito e assemblato a mano. Avendo vinto la mini sfida, Lula e Ruby hanno la possibilità di scegliere per prime i materiali da utilizzare per la sfida. Le categorie sono:
  - Flamme Olympique: un look dedicato ad uno sport o alla torcia olimpica;
  - Cérémonie d'Ouverture: un look realizzato in giornata con materiali non convenzionali perfetto per la cerimonia d'apertura dei Giochi olimpici.

Poco dopo la sfilata Nicky Doll annuncia che, in questa edizione, ci sarà il Nicky Phone che permetterà ai giudici di estendere la sfida principale prima delle critiche. Come parte dell'estensione della sfida le concorrenti, con l'ausilio dei materiali di scarto, devono realizzare un accessorio per la testa da indossare insieme al secondo abito dei Ball Games, per il tema Où Avais-je la Tête?.
Giudici ospiti della puntata sono Loïc Prigent e Clara Luciani. Nicky Doll dichiara Norma ed Filip salve e lascia le altre concorrenti sul palco per le critiche. Edeha Noire e Ruby On The Nail sono le peggiori, mentre Lula Strega è la migliore della puntata.
- L'eliminazione: Edeha Noire e Ruby On The Nail vengono chiamate ad esibirsi con la canzone C'est l'amour di Clara Luciani. Ruby On The Nail si salva, mentre Edeha Noire viene eliminata dalla competizione.

### Episodio 4 –Céline Dion, le Musidrag
Il quarto episodio si apre con le concorrenti che rientrano nell'atelier dopo l'eliminazione di Edeha, che discutono su come le varie eliminazioni stiano diventando più sofferte dato i legami che si stanno creando. Successivamente, le concorrenti si complimentano con Lula per la sua vittoria. Il giorno successivo Leona è un leggermente delusa per l'ennesima vittoria mancata.
- La mini sfida: le concorrenti, divise in coppie, prendono parte al gioco Les Zazamours, con l'obbiettivo di conquistare più punti possibili attraverso domande di affinità. Non viene dichiarata nessuna vincitrice.
- La sfida principale: le concorrenti devono esibirsi nel nuovo musical Céline Dion, le Musidrag, un musical dedicato alla vita dell'omonima cantante franco-canadese, dalla sua evoluzione musicale e quella dei suoi look. Ad ogni concorrente viene assegnata un'epoca diversa della vita di Céline Dione. Una volta assegnati i ruoli, le concorrenti raggiungono Fabien, storico imitatore di Céline Dion, che spende tempo su come impersonare al meglio la cantante.

| Concorrente      | Epoca di Céline Dion |
| ---------------- | -------------------- |
| Le Filip         | Maman Dion           |
| Leona Winter     | Céline Vegas         |
| Lula Strega      | Céline Eurovision    |
| Misty Phoenix    | Feline Dion          |
| Norma Bell       | René Angélil         |
| Perseo           | Céline Jeune         |
| Ruby On The Nail | Céline Américaine    |

Giudici ospiti della puntata sono Louane e Woodkid. Il tema della sfilata è La Nuit des 1000 Céline, dove le concorrenti devono sfoggiare un abito che rispecchi un look iconico di Céline Dion. Visto l'ottimo lavoro di tutte le concorrenti, Nicky Doll annuncia che non ci sarà nessuna eliminazione e che le due concorrenti con il punteggio più alto si sfideranno in un playback della vittoria per decretare la migliore della puntata. Le Filip e Leona Winter vengono nominate le migliori della sfida.
- Il playback della vittoria: Le Filip e Leona Winter vengono chiamate ad esibirsi con la canzone Pour que tu m'aimes encore di Céline Dion. Leona Winter viene dichiarata vincitrice del playback e, inoltre, viene proclamata anche la migliore della puntata.

### Episodio 5 –Snatch Game
Il quinto episodio si apre con le concorrenti che rientrano nell'atelier dopo il playback della vittoria, con Leona al settimo cielo per essere riuscita a vincere la sua prima sfida, mentre Le Filip afferma che farà di tutto per vincere la prossima.
- La mini sfida: le concorrenti devono "leggersi" a vicenda, ovvero dire qualcosa di cattivo ma facendolo in modo scherzoso. La vincitrice della mini sfida è Le Filip.
- La sfida principale: le concorrenti prendono parte alla sfida più attesa in ogni edizione dello show, lo Snatch Game. Cristina Córdula e Tahnee sono le concorrenti del gioco. Le concorrenti dovranno scegliere una celebrità e impersonarla per l'intero gioco, con lo scopo di essere il più divertenti possibili. Durante il gioco, squilla nuovamente il Nicky Phone, annunciando che, come parte dell'estensione della sfida, le concorrenti devono scegliere una seconda celebrità da impersonare per un secondo round dello Snatch Game. Le celebrità scelte dalle concorrenti sono state:

| Concorrente      | Celebrità impersonata | Celebrità impersonata |
| Concorrente      | Primo Round           | Secondo Round         |
| ---------------- | --------------------- | --------------------- |
| Le Filip         | Dalida                | Arielle Dombasle      |
| Leona Winter     | Ève Angeli            | Armande Altaï         |
| Lula Strega      | Barbara               | Chantal Goya          |
| Misty Phoenix    | Lolo Ferrari          | Sylvie Tellier        |
| Norma Bell       | Cristina Córdula      | Père Fouras           |
| Perseo           | La Veneno             | Katy Perry            |
| Ruby On The Nail | Jul                   | Isabelle Adjani       |

Giudici ospiti della puntata sono Cristina Córdula e Tahnee. Il tema della sfilata è Le Grand Méchant Look, dove le concorrenti devono sfoggiare un abito ispirato da un'antagonista di un film o di una serie tv. Durante i giudizi viene chiesto alle concorrenti, chi secondo loro merita di essere eliminata. Dopo la sfilata e le critiche dei giudici, Nicky Doll dichiara Norma Bell e Le Filip le peggiori, mentre Ruby On The Nail sono le migliori della puntata.
- Il playback della vittoria: Norma Bell e Le Filip vengono chiamate ad esibirsi con la canzone Marcia Baïla dei Les Rita Mitsouko. Le Filip si salva, mentre Norma Bell viene eliminata dalla competizione.

### Episodio 6 –Makeover Challenge
Il sesto episodio si apre con le concorrenti che rientrano nell'atelier dopo l'eliminazione di Norma, con Le Filip che si sente in colpa per la sua uscita. Successivamente le concorrenti si complimentano con Ruby per la sua vittoria e di come sia riuscita a riscattarsi dopo un percorso in costante discesa.
- La mini sfida: le concorrenti prendono parte ad una partita di Bingo dove, in pieno stile Twister, devono usare il loro corpo per coprire i numeri sul proprio tabellone. La vincitrice della mini sfida è Perseo.
- La sfida principale: le concorrenti devono fare un make-over, cioè truccare e preparare una persona anziana appartenente alla comunità LBGT+ per farli diventare simili in drag. Avendo vinto la mini sfida, Perseo può formare le coppie. Durante la preparazione della sfida, le concorrenti e gli anziani si confrontano tra loro su diverse questioni, ad esempio come quest'ultimi hanno avuto momenti complicati nella loro gioventù a causa del loro orientamento sessuale, oppure su come le concorrenti devono costantemente dare il massimo per essere accettate nella società.

| Concorrente      | Anziano (Nome Reale) | Anziano (Nome in Drag)         |
| ---------------- | -------------------- | ------------------------------ |
| Le Filip         | Michel               | La Baronne de Roche Godemichel |
| Leona Winter     | Claire               | Mylena Fall                    |
| Lula Strega      | Sylvain              | Bonnie Strega                  |
| Misty Phoenix    | Chris                | Foggy Phoenix                  |
| Perseo           | Michel               | Sirio                          |
| Ruby On The Nail | Aline                | Opaline On The Nail            |

Giudici ospiti della puntata sono Meryl Bie e Béatrice Dalle. Il tema della sfilata è Ma Grande Sœur Drag, dove le concorrenti e i gli anziani devono sfoggiare dei look simili, che rappresenti la loro famiglia drag. Dopo la sfilata e le critiche dei giudici, Nicky Doll dichiara Misty Phoenix e Perseo le peggiori, mentre Ruby On The Nail sono le migliori della puntata.
- L'eliminazione: Misty Phoenix e Perseo vengono chiamate ad esibirsi con la canzone Hey Mama di David Guetta, Nicki Minaj, Bebe Rexha e Afrojack. Misty Phoenix si salva, mentre Perseo viene eliminata dalla competizione.